# Фернвайл ап Ител
Фернвайл ап Ител (валл. Ffernfael ap Ithel; умер около 775) — король Гвента (750—775).
Имя Фернвайла, похоже, означает «сильные лодыжки».

## Биография
Фернвайл — сын короля Гвента и Гливисинга Итела III ап Моргана. По одному мнению, его отец, возможно, разделил царство среди своих сыновей, и когда он около 745 года умер, Рис ап Ител получил Гливисинг, а Фернвайл — бо́льшую часть Гвента. Эргинг, возможно, к тому времени был уже завоёван саксами. Согласно другому предположению, братья Фернвайла — Родри и Рис и его племянник Брохвайл (по другой версии он сын Риса и двоюродный брат Итела) — возможно, наследовали земли по очереди. Упоминаются также и двое дворян Корс ап Габран и Эрбик ап Элфин.
В его первые годы правления, видимо, на территории Гвента находился Родри ап Идвал, король Гвинеда, так как Гвентианская хроника сообщает о том, что он был там похоронен, в Каэр-Леоне, в 750 году.
Он упоминается в Книге Лландафа во времена епископа Бертуина, со своим отцом и братом Меуригом, а также с сыном-наследником Габраном, а затем снова, позже, уже с братьями Рисом и Родри. Во времена епископа Тирчена снова с ними же. Снова с Тирченом, но уже с сыновьями Меуригом и Гурганом. Два других сына, Атруис и Гургафарн, упоминаются в Книге Лландафа. Во времена епископа Кадуареда он всё ещё живой и упоминается его жена Кейнгара..

В 754 году произошло второе сражение при Херефорде, в которой валлийцы одержали победу. В той битве погиб Кивелах, епископ Гламоргана. В 755 году саксы вторглись в Южный Уэльс, но в битве при Марчин Вуде они были почетно побеждены.
Согласно «Анналам Камбрии», около 760 (757) года произошла ещё одна битва при Херефорде в которой, как считается, Ноуи в союзе с правителем Поуиса Элиседом ап Гуилогом нанёс поражение армии Мерсии. Возможно, что Фернвайл также участвовал в этом разгроме мерсийцев. В той битве доблестно погиб храбрый воин Дивнуал ап Теудур, возможно тут нужно иметь в виду правителя Стратклайда Думнагуала.
В правление Фернвайла ап Итела, в 765 году, валлийцы вторглись в Мерсию и нанесли много разрушений (опустошений) и победили саксов, из-за чего Мерсия решила построить вал, дабы отделить Уэльс, а в 769 году уже мерсийцы провели рейд в Уэльс. "Хроника Принцев" сообщает о смерти Фернфаела ап Идвала в 774 году. «Анналами Камбрии» смерть Фернвайла датируется 775 годом.